# Interclubs 2011/12
Die Interclubs 2011/12 war die belgische Mannschaftsmeisterschaft im Schach.
Meister wurde Cercle des Echecs de Charleroi, während sich der Titelverteidiger KSK 47 Eynatten mit dem achten Platz begnügen musste. Aus der Division 2 waren der Chess Club Anderlecht und der S.C. Jean Jaurès aufgestiegen. Während Anderlecht den Klassenerhalt erreichte, musste Jean Jaurès mit Koninklijke Brugse Schaakkring absteigen. Außerdem zog La Tour d’Ans-Loncin seine Mannschaft zurück, so dass zur kommenden Saison ausnahmsweise drei Mannschaften aus der Division 2 aufstiegen.
Zu den gemeldeten Mannschaftskadern siehe Mannschaftskader der Interclubs 2011/12.

## Spieltermine
Die Wettkämpfe wurden am 9. und 23. Oktober, 6. und 20. November, 4. Dezember 2011, 15. und 29. Januar, 12. Februar, 4. und 18. März und 1. April 2012 gespielt und fanden dezentral bei den beteiligten Vereinen statt.

## Modus
Die zwölf teilnehmenden Mannschaften spielten ein einfaches Rundenturnier. Über die Platzierung entschied zunächst die Anzahl der Mannschaftspunkte (zwei Punkte für einen Mannschaftssieg, ein Punkt für ein Unentschieden, kein Punkt für eine Niederlage) und dann die Zahl der Brettpunkte (drei Punkte für einen Sieg, zwei Punkte für ein Remis, ein Punkt für eine Niederlage, kein Punkt für eine kampflose Niederlage).

## Abschlusstabelle
| Pl. | Verein                                   | Sp | G | U | V  | MP    | Brett-P. |
| --- | ---------------------------------------- | -- | - | - | -- | ----- | -------- |
| 01. | Cercle des Echecs de Charleroi           | 11 | 9 | 1 | 1  | 19:3  | 218      |
| 02. | Koninklijke Gentse Schaakkring Ruy Lopez | 11 | 8 | 1 | 2  | 17:5  | 188      |
| 03. | La Tour d’Ans-Loncin                     | 11 | 7 | 2 | 2  | 16:6  | 193      |
| 04. | L’Echiquier Amaytois                     | 11 | 7 | 2 | 2  | 16:6  | 186      |
| 05. | KSK 47 Eynatten II. Mannschaft           | 11 | 5 | 2 | 4  | 12:10 | 184      |
| 06. | Cercle d’Échecs Fontainois               | 11 | 5 | 1 | 5  | 11:11 | 176      |
| 07. | KSK Rochade Eupen-Kelmis                 | 11 | 4 | 2 | 5  | 10:12 | 174      |
| 08. | KSK 47 Eynatten I. Mannschaft (M)        | 11 | 3 | 2 | 6  | 8:14  | 171      |
| 09. | Chess Club Anderlecht (N)                | 11 | 3 | 2 | 6  | 8:14  | 169      |
| 10. | Borgerhoutse SK                          | 11 | 3 | 1 | 7  | 7:15  | 154      |
| 11. | Koninklijke Brugse Schaakkring           | 11 | 2 | 2 | 7  | 6:16  | 162      |
| 12. | S.C. Jean Jaurès (N)                     | 11 | 1 | 0 | 10 | 2:20  | 134      |

### Entscheidungen
|     | Belgischer Meister: Cercle des Echecs de Charleroi                                                                         |
|     | Absteiger in die Division 2: La Tour d’Ans-Loncin (freiwilliger Rückzug), Koninklijke Brugse Schaakkring, S.C. Jean Jaurès |
| (M) | Meister der letzten Saison                                                                                                 |
| (N) | Aufsteiger der letzten Saison                                                                                              |

## Kreuztabelle
| Ergebnisse | Ergebnisse                               | 01. | 02. | 03. | 04. | 05. | 06. | 07. | 08. | 09. | 10. | 11. | 12. |
| ---------- | ---------------------------------------- | --- | --- | --- | --- | --- | --- | --- | --- | --- | --- | --- | --- |
| 01.        | Cercle des Echecs de Charleroi           |     | 21  | 14  | 16  | 19  | 21  | 20  | 21  | 21  | 22  | 23  | 20  |
| 02.        | Koninklijke Gentse Schaakkring Ruy Lopez | 11  |     | 17  | 19  | 17  | 20  | 19  | 16  | 18  | 15  | 17  | 19  |
| 03.        | La Tour d’Ans-Loncin                     | 18  | 15  |     | 19  | 16  | 19  | 20  | 17  | 16  | 17  | 15  | 21  |
| 04.        | L’Echiquier Amaytois                     | 16  | 13  | 13  |     | 19  | 17  | 19  | 19  | 17  | 17  | 16  | 20  |
| 05.        | KSK 47 Eynatten II. Mannschaft           | 13  | 15  | 16  | 13  |     | 13  | 18  | 17  | 20  | 21  | 16  | 22  |
| 06.        | Cercle d’Échecs Fontainois               | 11  | 12  | 13  | 15  | 19  |     | 13  | 17  | 16  | 20  | 17  | 23  |
| 07.        | KSK Rochade Eupen-Kelmis                 | 12  | 13  | 12  | 13  | 14  | 19  |     | 16  | 18  | 16  | 21  | 20  |
| 08.        | KSK 47 Eynatten I. Mannschaft            | 11  | 16  | 15  | 13  | 15  | 15  | 16  |     | 18  | 18  | 19  | 15  |
| 09.        | Chess Club Anderlecht                    | 11  | 14  | 16  | 15  | 12  | 16  | 14  | 14  |     | 21  | 18  | 18  |
| 10.        | Borgerhoutse SK                          | 8   | 17  | 15  | 15  | 11  | 12  | 16  | 14  | 11  |     | 17  | 18  |
| 11.        | Koninklijke Brugse Schaakkring           | 9   | 15  | 17  | 16  | 16  | 15  | 11  | 13  | 14  | 15  |     | 21  |
| 12.        | S.C. Jean Jaurès                         | 12  | 13  | 11  | 12  | 10  | 8   | 12  | 17  | 14  | 14  | 11  |     |

## Die Meistermannschaft
| 1.            | Cercle des Echecs de Charleroi |
| Schachfiguren | Laurent Fressinet, Predrag Nikolić, Tigran Gharamian, Andrei Istrățescu, Christian Bauer, Hicham Hamdouchi, Alberto David, Jean-Luc Chabanon, Sébastien Mazé, Daniele Vocaturo, Wladimir Georgiew, Daniyal Saiboulatov, Nicolas Eliet, Bruno Laurent, Jean-Baptiste Mullon, Ruben Akhayan, Étienne Bauduin, Clement Houriez, François Godart, Albin Dal Borgo, Alain Houriez. |